# Municipio de Banner Elk
El municipio de Banner Elk (en inglés: Banner Elk Township) es un municipio ubicado en el  condado de Avery en el estado estadounidense de Carolina del Norte. En el año 2010 tenía una población de 2.996 habitantes.

## Geografía
El municipio de Banner Elk se encuentra ubicado en las coordenadas 36°10′55.31″N 81°52′33.64″O / 36.1820306, -81.8760111.